# 岭南铁角蕨
岭南铁角蕨（学名：Asplenium sampsonii），为铁角蕨科铁角蕨属下的一个植物种。